# Svartalfheim
Svartalfheim er en af de ni verdener i nordisk mytologi. Den bebos af svartálfar (oldnordisk for "sorte alfer") eller myrkálfar ("mørkalfer", "dunkle alfer", "mørke elvere"). Svartalfheim er placeret i det mellemste af de tre niveauer, som verdenerne menes inddelt i.
Både svartálfar og Svartálfaheimr er primært dokumenteret i den yngre Edda, som er skrevet i 1200-tallet. Forskere har bemærket, at svartálfar synes at være synonymt med dværge og potentielt også dökkálfar ("dunkle alfer"). 

## Beskrivelser
Svartálfar er næsten kun beskrevet i den yngre Edda (ordet forekommer faktisk også i Ektors saga ok kappa hans, men er formodentligt lånt fra den yngre Edda). De svartálfar der er nævnt i Skáldskaparmál 35 er sønnerne af Ivaldi, som Loke får til at lave en erstatning for Sifs hår, hustru af guden Thor, efter Loke skælmsk skærer hendes gyldne lokker af. Ivaldi bliver ofte kaldt en dværg.
Svartálfaheimr ("en verden af sorte-alfe") optræder i den yngre Edda to gange, i hvert tilfælde bliver stedet beskrevet som et sted hvor visse dværge kan blive fundet levende: I Gylfaginning 33, "verden af sorte-alfe" er hvor dværge bliver opsøgt af guderne til at udforme lænken Gleipnir, som skal bruges til at binde Fenrisulven. Og i Skáldskaparmál, 39, "verdenen af sorte-alfe" er der, hvor Loke møder dværgen Andvari.

## Teorier og fortolkninger
Forskere har udtalt, at fordi begge skrifter, der nævner svartálfar og Svartalfheim synes at referere til dværge, kan svartálfr og dværg simpelthen være synonymer for det samme begreb. Forskeren John Lindow mener, at det er uklart om dökkálfar og svartálfar blev anset som det samme på tidspunktet for udarbejdelsen af den yngre Edda.